# Pacal, o Grande
K'inich J'anaab Pakal, também conhecido como Pacal II ou Pacal, o Grande (Palenque, 23 de março de 603 d.C. – Palenque, 28 de agosto de 683 d.C.) foi o governante do estado maia de B'aakal cuja sede era a cidade de Palenque. Pacal II é o mais conhecido dos senhores de Palenque em razão do desenvolvimento e sofisticação que B'aakal atingiu durante o seu governo, bem como pela sua tumba, considerada um dos achados arqueológicos mais importantes da Mesoamérica.

## Nome

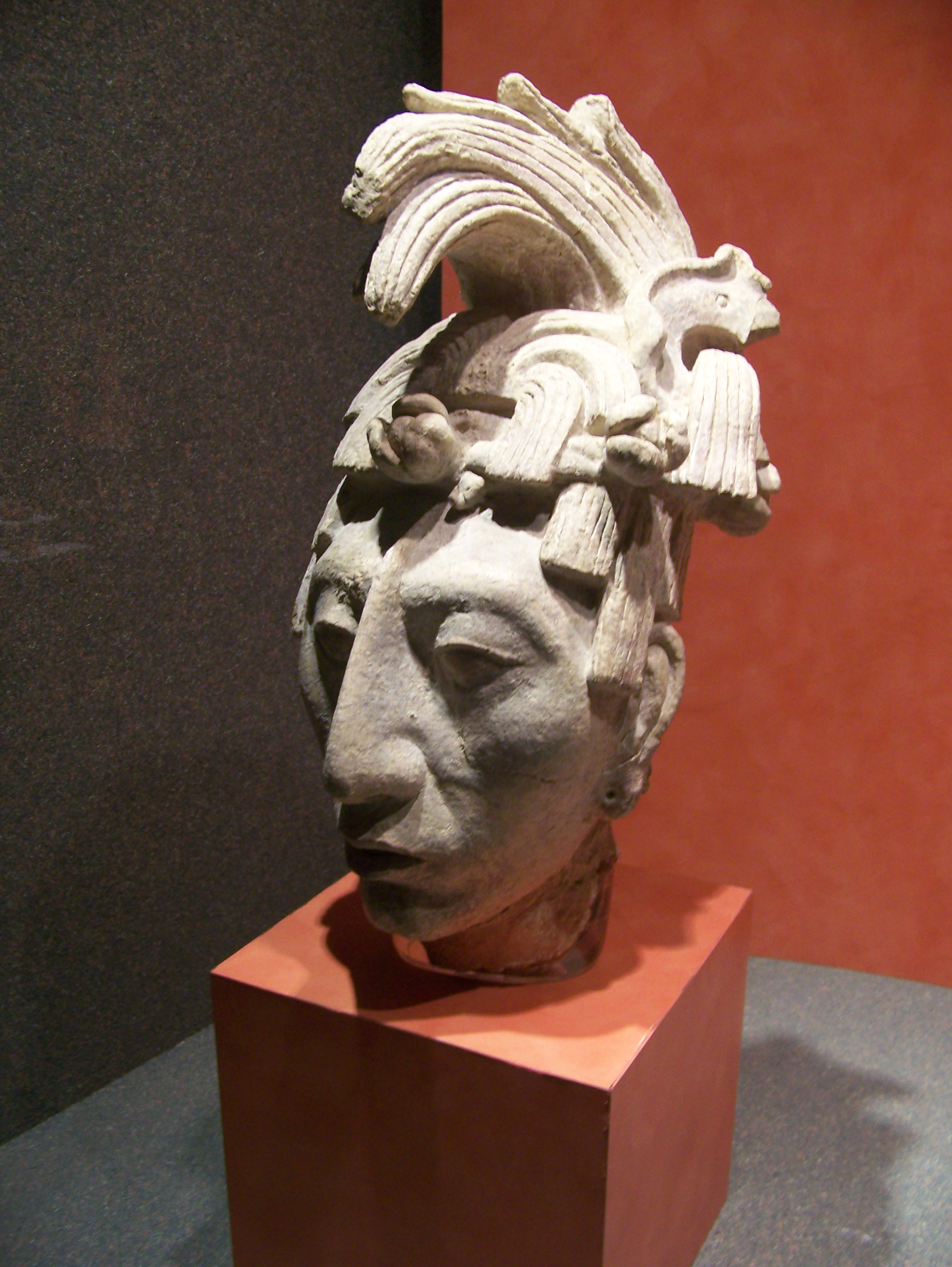
Escultura de estuque da cabeça de K'inich Janaab' Pakal aos trinta anos

Quando foi descoberta sua tumba ele foi chamado Senhor da Pirâmide. Antes de que existissem os avanços no deciframento dos glifos maias era referido simplesmente como 8 Ahau ou 8 Ajaw, pois só se tinham identificado alguns dos glifos que correspondem à data de seu nascimento.
Foi denominado também Pakal II para distinguir de seu avô materno, Janaab' Pakal, a quem alguns historiadores atribuem o número ordinal romano I. No entanto, apesar de que o retrato de seu avô se encontra talhado em alto relevo na tumba do Templo das Inscrições e apesar de seu avô ter exercido um título secundário ou um governo no exílio paralelo ao de Aj Ne' Ohl Mat, não existem evidências de sua entronização como ahau de Palenque.
Passou-se a usar então os nomes de  K'inich Janaab' Pakal I ou Pakal I, já que ele foi realmente o primeiro governante que utilizou este nome em Palenque. Existem dois governantes que anos depois também utilizaram o mesmo nome: Upakal K'inich Janaab' Pakal (K'inich Janaab' Pakal II) e Wak Kimi Janaab' Pakal (Janaab' Pakal III). Para evitar confundir a Pakal “o Grande” com seu avô, alguns estudiosos da cultura maia têm optado por referir ao avô então como Pakal “o Velho".
O termo K'inich, que se utiliza como um título ou prefixo para diversos governantes, faz alusão ao deus do Sol, por isso se lhe traduz como Radiante ou Solar. Por outra parte, o termo Pakal traduz-se como Escudo.  O nome deste governante maia traduz-se de forma incompleta como Escudo Radiante ou Escudo Solar, ou bem, de uma forma mais completa como Escudo Ave-Janaab’ de Rosto Solar.
Ao respeito do nome existe uma controvérsia. Yuri Knórozov opinou que Pakal não pode ser um nome próprio, pois esta palavra a traduziu como o que leva a bandeira, isto é, um título militar, assim mesmo, indicou que em tudo caso a pronúncia seria Ngakal, termo que aparece em outras cidades maias. Realizou estas deduções com base nos próprios glifos do sarcófago, afirmando que o nome do governante é mencionado ao menos em duas ocasiões: o filho da Tartaruga Amarela e do Jaguar, ambas linhagens independentes da nobreza maia.

## Biografia

### Entronamento e casamento
De acordo à conta longa do calendário maia nasceu em 9.8.9.13.0 8 ajau 13 pop, equivalente a 23 de março de 603. Seu pai foi K'an Mo' Hix, que era cho'j ajaw, um nobre de segunda faixa cuja linhagem subordinada vivia possivelmente no Grupo Pedras Bolas. Sua mãe foi Sak K'uk, considerada filha de Janaab' Pakal e neta de Yohl Ik'nal, portanto, pertencente ao núcleo dinástico do senhorio de B'aakal.
O nascimento de Pakal o Grande ocorreu durante uma época de confrontos bélicos entre o senhorio de B'aakal, que era governado por seu tio avô Ajen Yohl Mat,  e o senhorio de Kan, cuja cidade principal era Calakmul, que duraram mais de uma década.  Em 4 de abril de 611, quando Pakal tinha 8 anos de idade, o senhor U K'ay Kan (Serpente Enrolada) atacou Lakamha' (Palenque). Dezesseis meses depois, morreram seu avô Janaab' Pakal e seu tio avô, Ajem Yohl Mat. Estes fatos geraram uma crise dinástica no senhorio de B'aakal. Por uma parte, Ik' Muuy Muwaan reclamou para si seu direito ao trono e estabeleceu-se em Tortuguero. Por outra parte, os pais de Pakal regressaram a Palenque para promover seu entronamento, provavelmente pactuando alianças com os diferentes grupos de nobres e chefes de linhagens, pois conquanto Sak K'uk' pertencia à família de governantes, a varonía (linha de sucessão patrilinear) havia se rompido. Tanto os dirigentes de Tortuguero, como os de Palenque, utilizaram o glifo emblema k'uhul B'aakal ajaw, que significa sagrado governante de B'aakal, se reconhecendo a si mesmos como os legítimos descendentes da linhagem do senhorio. A rivalidade entre ambas as facções se fez patente, anos mais tarde, mediante os diversos conflitos bélicos que mantiveram entre estas duas cidades.

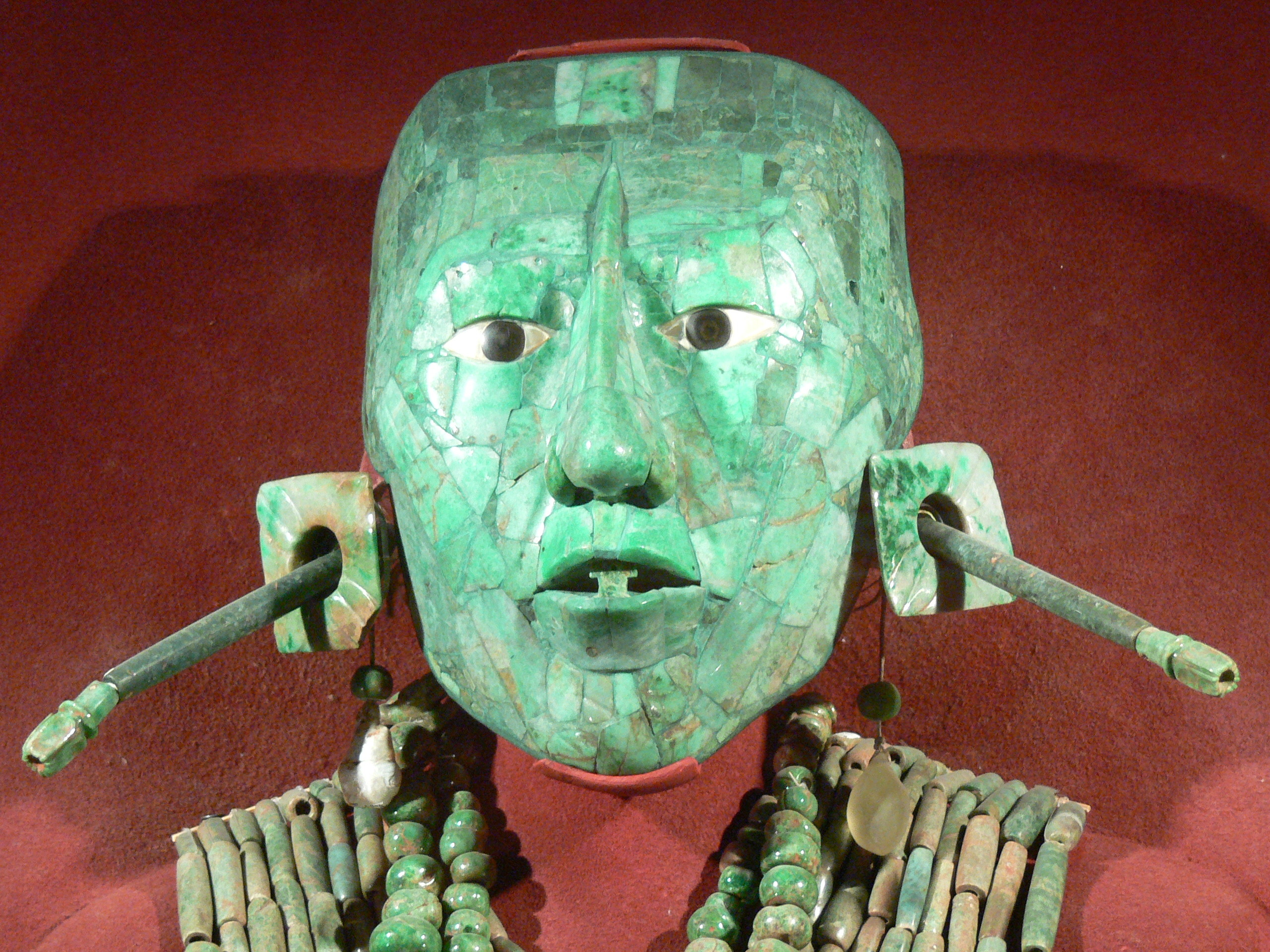
Máscara mortuária de K'inich Janaab' Pakal elaborada com 340 tesselas de jadeíta e albita de várias tonalidades

Em 9.9.2.4.8 5 lamat 1 mol (26 de julho de 615), Pakal foi entronado por sua mãe. A cena encontra-se talhada em alto-relevo no tabuleiro ovalado da Casa “C” do Palácio de Palenque: Sak K'uk faz entrega das insígnias de poder a seu jovem filho, um tocado real utilizado pelos governantes conformado por anéis de jade e uma imagem da deidade da realeza maia Hu'unal, enquanto Pakal encontra-se sentado num trono com dupla cabeça de jaguar. Como Pakal tão só contava com doze anos de idade, considera-se que sua mãe foi a verdadeira depositaria do poder dinástico durante vários anos.
Em 628, um dos funcionários de Pakal (aj kʼuhuun) foi capturado por Piedras Negras. Seis dias depois, Nuun Ujol Chaak, o ajaw de Santa Elena, foi capturado e levado para Palenque. Santa Elena tornou-se um tributário de Palenque. Tendo sido nomeado ahau aos doze anos, a mãe de Pacal foi sua regente. Ao longo dos anos, ela gradualmente cedeu poder até falecer em setembro de 640. Em 659, Pakal capturou seis prisioneiros; um deles, Ahiin Chan Ahk, era de Pipaʼ, geralmente associada a Pomona. Outro senhor de Pipaʼ foi morto por Pakal em 663; neste mesmo período, ele também capturou seis pessoas de Santa Elena.
O 19 de março de 626, à idade de vinte e três anos, Pakal casou-se com Tz'akbu Ajaw, filha de Yax Itzam Aatml, quem era o tuun ahau da localidade de Ux Te' K'uh (Tortuguero), um governante de segundo nível. Tradicionalmente soube-se que o casal teve três filhos, dois deles foram dirigentes de Palenque, K'inich Kan Balam II e K'an Joy Chitam II (Kan Hul); o terceiro, Tiwol Chan Mat, foi pai do também dirigente K'inich Ahkal Mo' Naab III; no entanto, as investigações do epigrafista Guillermo Bernal Romero, realizadas no tabuleiro de K'an Tok, assinalam que teve um filho de nome Wak-?-nal B'ahlam Ch'aaj Il Sib'ik Kan? que nasceu após Kan Balam e antes de Joy Chitam, e um quinto filho cujo sexo e nome ainda se desconhece.

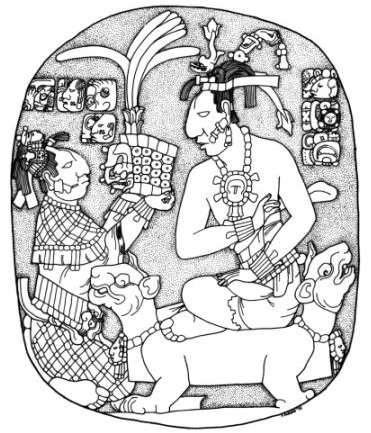
Representação iconográfica do tablero ovalado da Casa “C” do Palácio de Palenque que mostra o entronamento de K'inich Janaab' Pakal. Sua mãe, Sak K'uk', entrega-lhe uma diadema conformada por discos de jade, um sak hu'unal e plumas flamejantes

Em 24 de janeiro de 633 Pakal realizou os festejos do final do katún 9.10.0.0.0 1 ajau 8 kayab; este evento foi de bastante relevância pois as celebrações do final do katún anterior não se tinham podido levar a cabo pela derrota bélica sofrida ante Calakmul. A mãe de Pakal, Sak Kuk', morreu o 9 de setembro de 640, e seu pai, K'an Mo' Hix, morreu em 29 de dezembro de 642. Desde o entronamento de Pakal em 615 até o ano 644, Palenque viveu uma época de paz que ajudou ao crescimento populacional. Durante este período de quase trinta anos impulsionou-se a atividade produtiva e a reativação de cerimônias públicas, desta forma consolidou-se a confiança do povo na dinastia dirigente.

### Atividades militares
Em 6 de fevereiro de 644, após morrer Ik' Muuy Muwaan I, B'ahlam Ajaw foi entronado em Tortuguero. Este novo governante iniciou uma política de guerra na contramão de Lakamha' (Palenque) e de suas cidades aliadas. Em 1º de junho de 644 realizou o primeiro ataque contra Ux Te' K'uh —lugar de onde era originaria Tz'akbu Ajaw — sem conseguir submeter ao governante local. Em 25 de julho de 649 atacou ao senhorio de Moyoop (cuja localização não se identificou). Em novembro capturou Usiij e em dezembro atacou Comalcalco, ambas aliadas ao regime de Pakal; desta forma o domínio palencano debilitou-se no ocidente. Não obstante, as celebrações do final do katún 9.11.0.0.0 12 ajau 1 ceh (11 de junho de 652) levaram-se a cabo. O 10 de setembro de 655, registrou-se um segundo ataque contra Ux Te' K'uh, o qual provocou a saída de alguns habitantes que se mudaram para Palenque. No entanto, o ataque de Tortuguero não conseguiu desestabilizar ao governo de Pakal.

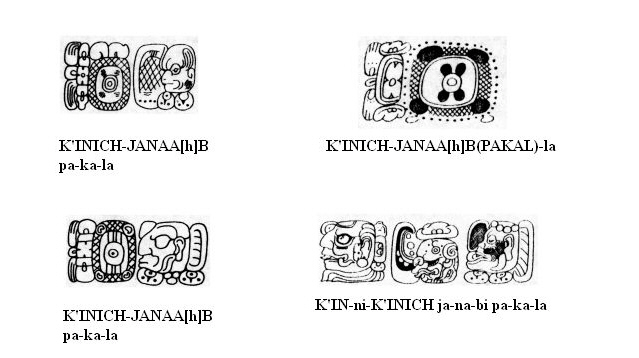
Variantes de glifos que significam o nome de K'inich Janaab' Pakal

Em contraste, Pakal tomou uma ofensiva militar no verão do 659, dirigiu a seu exército para o oriente cruzando os senhorios de Pomoná e  Eu’ki’b (Pedras Negras) até chegar à zona arqueológica de Santa Elena, sede do senhorio de Wak'aab'-tem'. Nesta campanha capturou a Nu'n Ou Jol Chaak, governante de Santa Elena, a Sakjaal Itzamnaaj e Ahiin Chan Ahk, ambos dignatarios de Pomoná, bem como aos governantes locais das populações de K'in-tem', Yaxkab' e B'atuun. Desconhece-se o motivo que teve Pakal para iniciar esta incursão militar, ainda que é provável que tenha sido uma ação preventiva contra um eventual ataque coordenado por estas cidades orquestradas por Calakmul. Ainda que não se tenha conseguido o controle total da zona, se impuseram alguns tributos aos senhorios derrotados. É possível também que se tratasse de uma vingança, já que Santa Elena foi uma fonte de constante conflito entre Calakmul e Palenque que tinha tido sua origem quarenta anos antes e no que tinha participado seu avô materno; nesta ocasião, Pakal impôs a um novo governante leal a sua política.
De acordo com os registros decifrados, a partir do ano 672 Palenque manteve guerras contra os governantes do Oriente e Ocidente; ainda não se sabe quais foram os adversários, mas ficou assentado que durante estes confrontos foi humilhada B'olon Chan, “a família das dezesseis famílias do governante dos inumeráveis sucessores”. A balança do resultado destes inclinou-se a favor de Palenque no ano 675 quando foi capturado um dignatário de nome Sak-jal? K'in?, o qual foi sacrificado em 17 de outubro para satisfazer ao deus Ich Cham Ajaw.

### Obras arquitetônicas e registros históricos

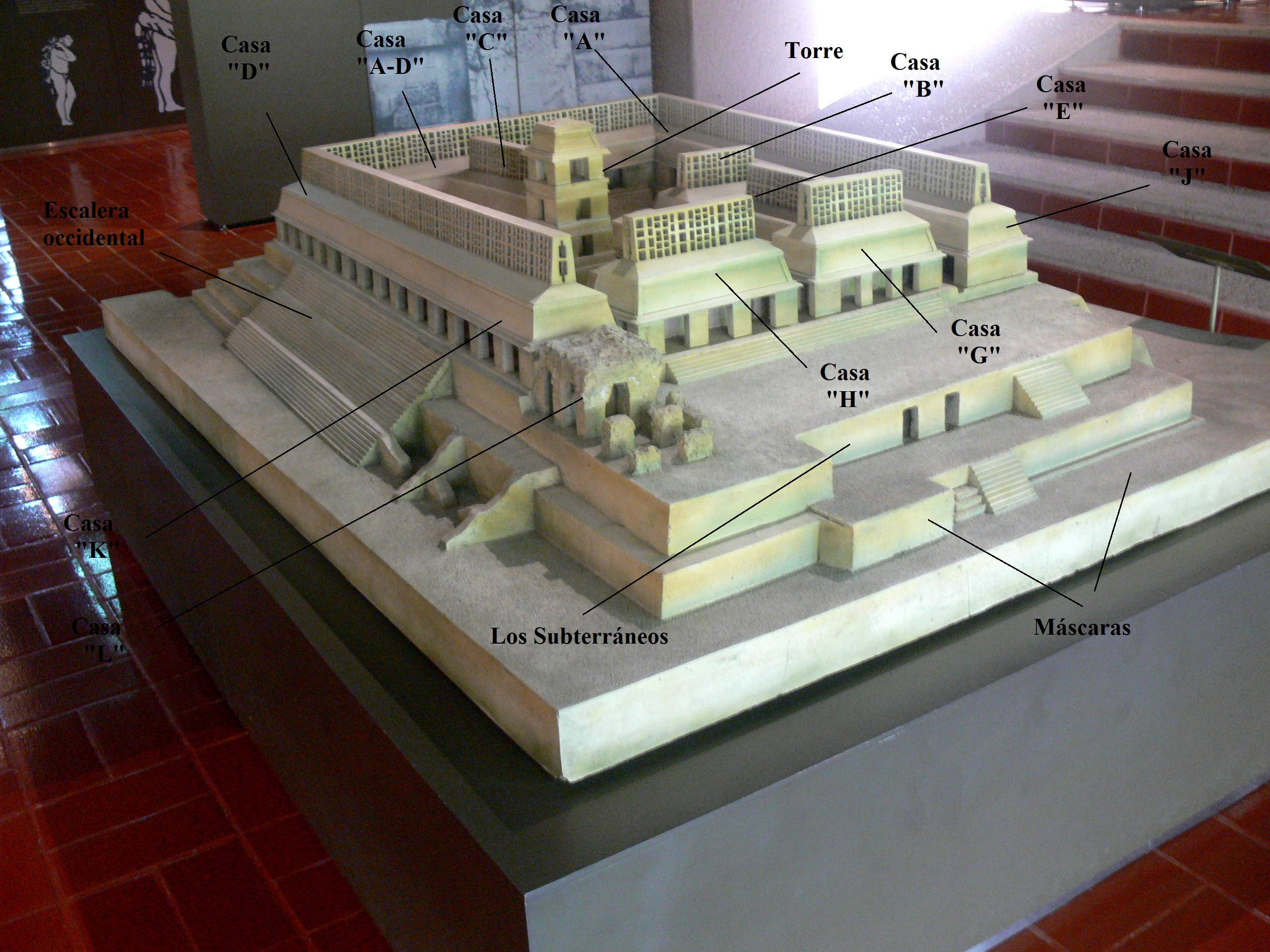
Maquete que representa ao Palácio de Palenque reconstruído no Museu “Alberto Ruz Lhuillier”

Durante o governo de Pakal a arquitetura e a arte em general foram impulsionadas notavelmente. A primeira obra monumental que mandou construir Pakal foi o Templo do Esquecido. Apesar de ter sofrido os primeiros ataques de B'ahlam Ajaw, no ano 652, iniciou-se a ampliação e remodelagem do Palácio, sobre o qual se construíram as casas: “E”, “C”, “A” e “B”; dois anos mais tarde inaugurou-se a área dos Subterrâneos, a galeria ocidental da Casa “E”, e vários tableros (lousas de pedra) em onde se registraram os acontecimentos históricos de Palenque, incluído o tabuleiro oval em onde se mostra seu entronamento. Em 659, após as vitórias militares de sua campanha em oriente, inaugurou-se a Casa “C” do Palácio, ao que os maias conheciam como Ou Naah Chan, cujo significado é A Casa do Céu, dedicada a quatro deidades da guerra.
Apesar de que a escrita maia se originar numa época anterior à do governo de Pakal, se determinou que todas as inscrições hieroglíficas que se encontram nos edifícios e tableros de Palenque começaram a se realizar sob suas ordens. Pakal esforçou-se por deixar registros da história dinástica de seu senhorio bem como dos acontecimentos mais importantes de seu governo: celebrações religiosas, eventos da família real e triunfos militares. As inscrições também foram acompanhadas de representações iconográficas, e como seu entronamento no tabuleiro oval ou a da captura de prisioneiros de guerra no porão ocidental da casa “C”.
Os maias festejavam a cada final de katún (aproximadamente vinte anos), no verão do ano 672 celebrou-se o final do katún 9.12.0.0.0 10 ajau 8 yaxkin, que se dedicou a Ich Cham Ajaw (Senhor do Rosto da Morte). A partir desse ano registrou-se uma época de fomes, alta mortalidade (chamal haab) e guerra. Sua esposa, Tz'akbu Ajaw, morreu em novembro do mesmo ano, muito provavelmente foi sepultada no Templo XIII, em onde se descobriu a ossada da chamada Rainha Vermelha, com a qual é identificada. Anos mais tarde começou-se a construção da Casa das Nove Lanças Afiadas, ou Templo das Inscrições como era conhecida antes de ser decifrado o glifo de seu nome, já que aí se talharam em vários locais os glifos que narram a história dinástica de Palenque. Este edifício foi o mausoléu de Pakal; a obra foi concluída 680. A última celebração realizada por Pakal foi em 7 de maio de 682, durante o final do laju'ntuun 9.12.10.0.0 9 ajau 18 zotz. Morreu em 9.12.11.5.18 6  etz'nab 11 yax (28 de agosto de 683), e seu filho, K'inich Kan Balam II, foi o encarregado do funeral, do registro do evento e do fechamento da câmara funerária, a que chamou o B'olon Eht Naah ou Casa dos Nove Acompanhantes.

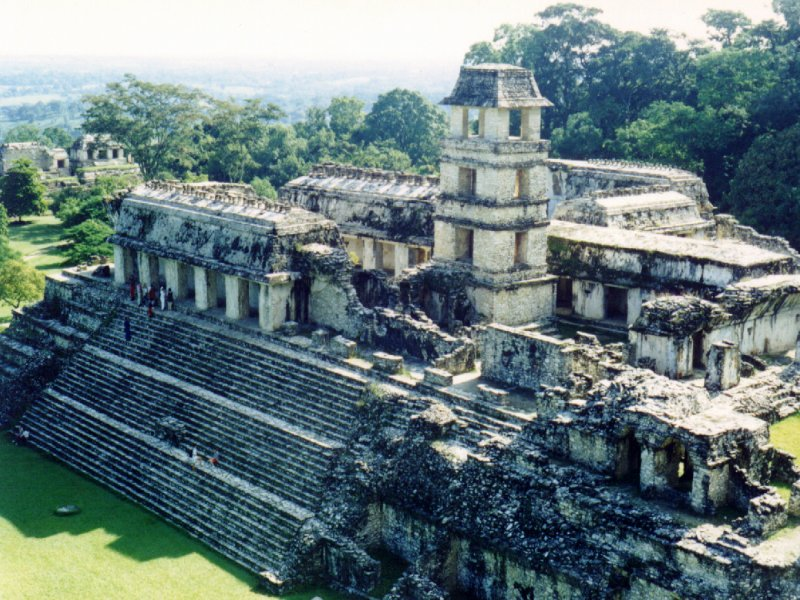
O Palácio de Palenque

Passaram mais de mil duzentos anos para que fosse descoberta a tumba de Pakal. Em 1949, o arqueólogo Alberto Ruz Lhuillier encontrou numa lousa da parte superior do Templo das Inscrições doze buracos em forma simétrica que pareciam ter sido feitos para suportar o trono do governante. Ao perceber que havia um espaço oco abaixo da lousa, começou a escavar e encontrou os degraus da escada interna da pirâmide, em um caminho totalmente obstruído. No domingo de 15 de junho de 1952, depois de ter retirado toneladas de pedra e escombro, a equipe de arqueólogos conseguiu penetrar à câmara mortuária de 7x3.73 metros, a qual estava coberta de estalagmites e estalactites. Ruz Lhuillier pensou que a lápida da tumba era uma espécie de altar, pois encontrou seis esqueletos, cinco masculinos e um feminino, que creu haverem sido sacrificados como oferenda.
A lápide principal, talhada em alto-relevo e de sete toneladas, foi levantada com a ajuda de macacos hidráulicos e ao fundo do interior do sarcófago foi achada uma lápide secundária com forma de peixe ou de útero. Finalmente, ao ser aberta esta segunda lápida, descobriu-se a ossada de Pakal, a qual estava coberta de cinábrio e rodeada de múltiplas tesselas e contas de jade. Em 27 de novembro de 1952, Ruz Lhuillier emitiu o anúncio público desta descoberta. O achado foi de grande relevância, pois até então desconhecia-se que as pirâmides mesoamericanas tivessem sido utilizadas como mausoléus, tal como faziam os egípcios. Ao lugar foram os antropólogos Eusebio Dávalos Hurtado e Arturo Romano Pacheco para documentar e iniciar os primeiros estudos da ossada. Pouco depois, Carlos Pellicer Câmara, quem então dirigia o Museu Regional de Tabasco, somou-se ao grupo de trabalho multidisciplinar.

## Morte e sepultamento
Pakal morreu em 9.12.11.5.18 (agosto de 683), aos 80 anos, tendo governado Palenque por 68 anos e 33 dias.
Após sua morte, Pakal foi deificado como um dos deuses patronos de Palenque. Ele deixou pelo menos seus dois filhos Kan Bahlam e K'an Joy Chitam - cada um dos quais posteriormente também se tornou o k'uhul ajaw de Palenque por direito próprio - e dois netos, Ahkal Mo' Nahb (sucessor de K'inich K'an Joy Chitam II como k'uhul ajaw de Palenque) e Janaab Ajaw, um oficial real admitido sob o reinado de Kʼinich Kʼan Joy Chitam II.

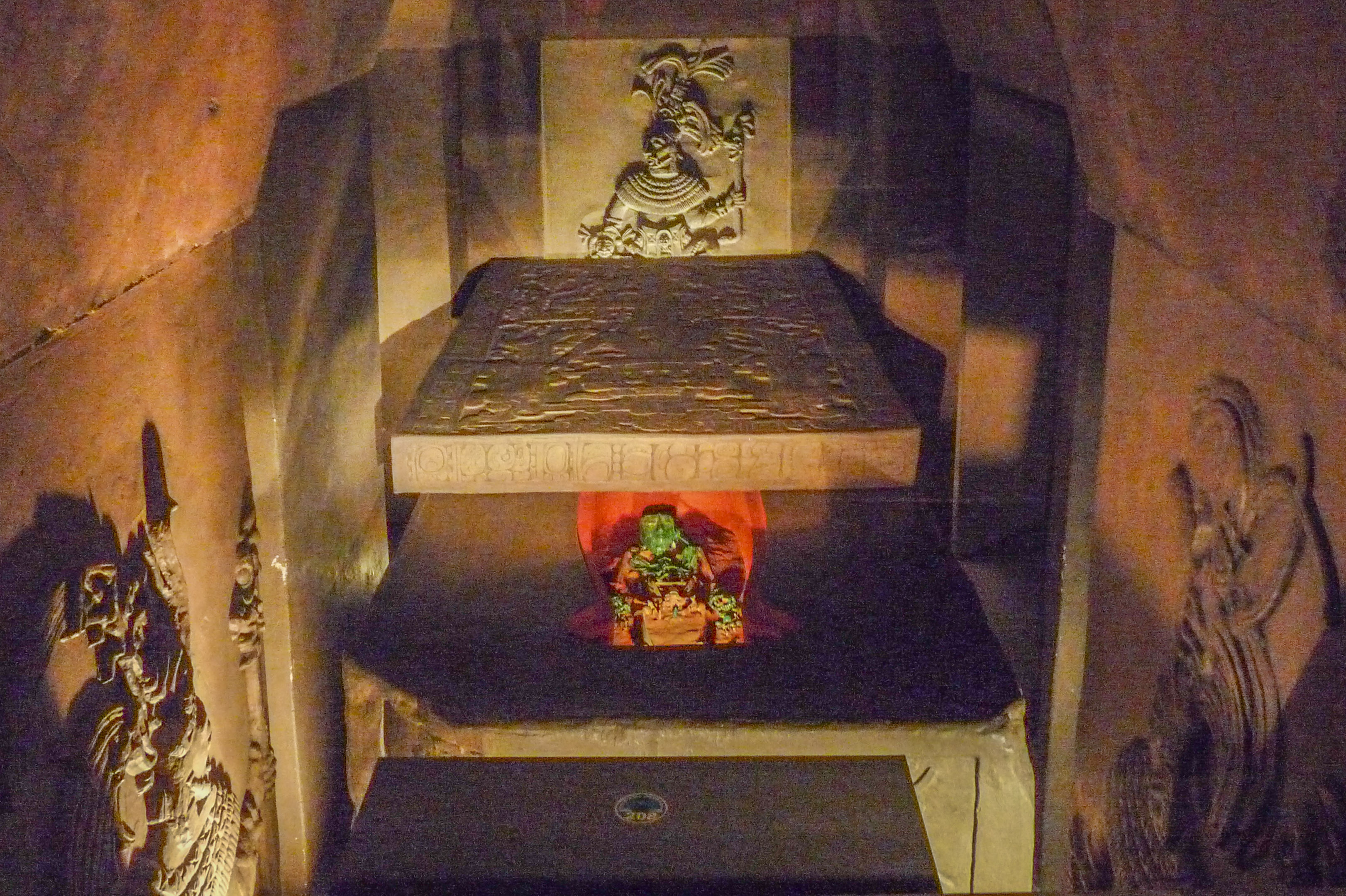
Uma reconstrução do túmulo de Pakal no Museu Nacional de Antropologia do México

Pakal foi enterrado em um sarcófago colossal dentro da maior das estruturas de pirâmide escalonada de Palenque, o edifício chamado Bʼolon Yej Teʼ Naah "Casa das Nove Lanças Afiadas" (em maia clássico) e agora conhecido como o Templo das Inscrições. Embora Palenque já tivesse sido examinado por arqueólogos antes, o segredo para abrir seu túmulo – fechado por uma laje de pedra com tampões de pedra nos buracos, que até então havia escapado à atenção dos arqueólogos – foi descoberto pelo arqueólogo mexicano Alberto Ruz Lhuillier em 1948. Demorou quatro anos para limpar os escombros da escada que levava ao túmulo de Pakal, mas foi finalmente descoberto em 1952. Seus restos mortais ainda estavam em seu sarcófago, usando uma máscara de jade e colares de contas, cercados por esculturas e relevos de estuque representando a transição do governante para a divindade e figuras da mitologia maia. Traços de pigmento mostram que eles já foram pintados de forma colorida, comum em muitas esculturas maias da época.

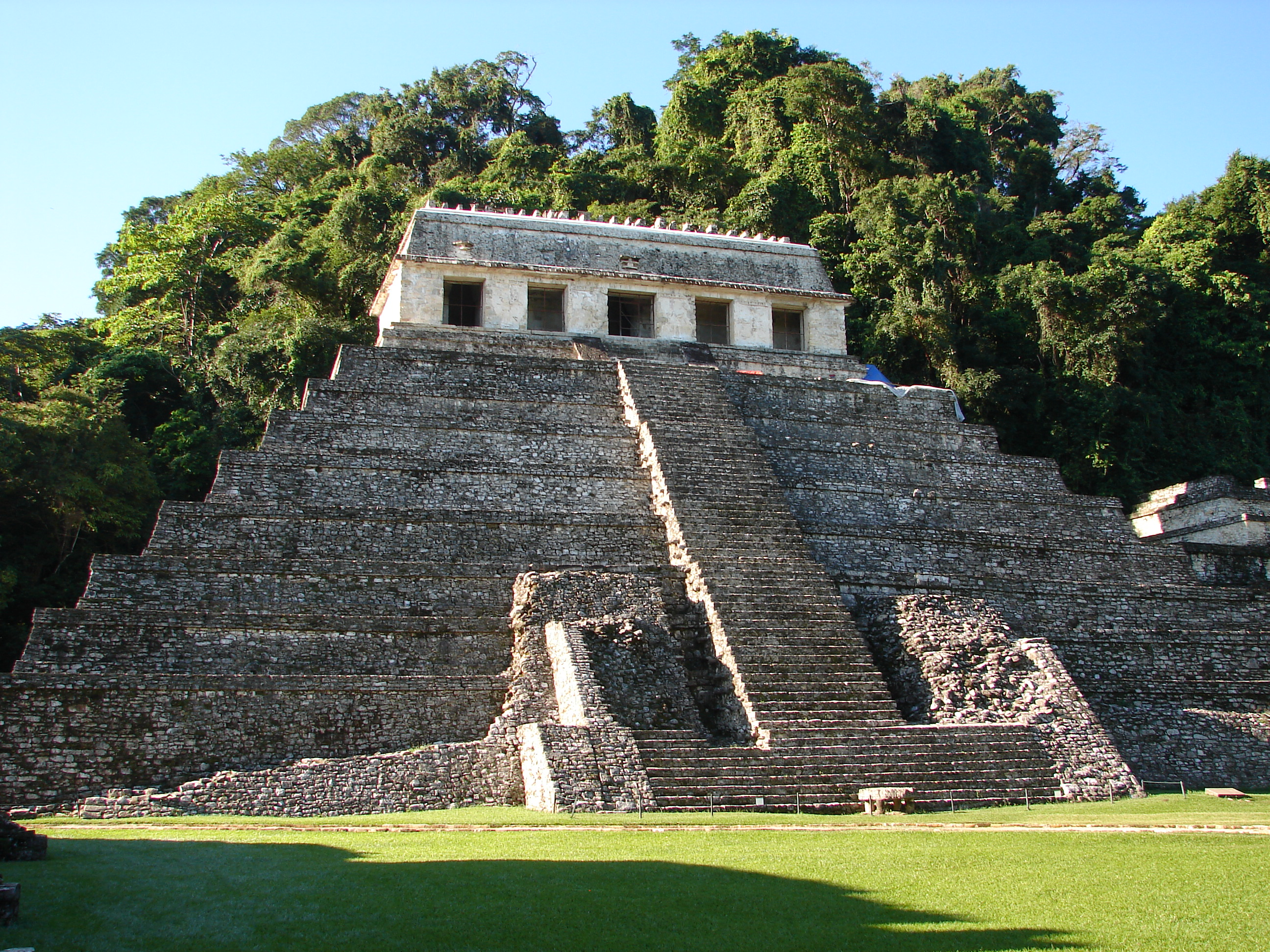
O Templo das Inscrições

Inicialmente, foi muito debatido se os ossos na tumba eram realmente os de Pakal. O grau comparativamente menor de desgaste dentário do esqueleto sugeria a idade do proprietário como cerca de 40 anos mais jovem do que a idade registrada para Pakal nos textos inscritos, levando alguns - incluindo o descobridor da tumba Alberto Ruz Lhuillier - a afirmar que os textos devem ter se referido a duas pessoas com o mesmo nome ou usou um método não padrão de tempo de gravação. As epígrafes, por outro lado, insistiram que permitir tais possibilidades iria contra tudo o mais que se sabe sobre o calendário maia e a história escrita maia, e afirmaram que os textos afirmam claramente que é de fato K'inich Janaab' Pakal sepultado lá dentro, e que ele de fato morreu com a idade avançada de 80 anos, depois de reinar por 68 anos. A análise morfométrica mais recente do restante do esqueleto demonstra que o indivíduo sepultado não poderia ter vivido menos de cinquenta anos e provavelmente morreu na oitava ou nona década de vida, consistente com a evidência textual, e não com as estimativas de idade mais jovens dos primeiros pesquisadores. A disparidade entre o desgaste dentário e a morfologia esquelética provavelmente se deve ao status aristocrático de Pakal, que teria permitido a ele acesso a uma dieta mais macia e menos abrasiva do que a pessoa maia média, de modo que seus dentes adquiriram naturalmente menos desgaste. Acumulações extraordinariamente grandes de cálculos dentais em seus dentes também são consistentes com tal interpretação.
Outras explorações arqueológicas continuaram a esclarecer o local do enterro de Pakal. Em 2016, um túnel subterrâneo de água foi descoberto sob o Templo das Inscrições; uma máscara de estuque representando um Pakal idoso foi posteriormente encontrada em agosto de 2018.

### Sarcófago de Pakal

Tampa esculpida da tumba de Kʼinich Janaab Pakal I no Templo das Inscrições

A grande tampa do sarcófago de pedra esculpida no Templo das Inscrições é uma peça única da arte maia clássica. Iconograficamente, está intimamente relacionado com os grandes painéis de parede dos templos da Cruz e da Cruz Foliada centrados nas árvores do mundo. Ao redor das bordas da tampa há uma faixa com sinais cosmológicos, incluindo os do sol, da lua e da estrela, bem como as cabeças de seis nobres nomeados de vários níveis. A imagem central é a de uma árvore do mundo cruciforme. Abaixo de Pakal está uma das cabeças de uma serpente celestial de duas cabeças vista frontalmente. Tanto o rei quanto a cabeça da serpente sobre a qual ele parece repousar são emoldurados pelas mandíbulas abertas de uma serpente funerária, um dispositivo iconográfico comum para sinalizar a entrada ou residência no(s) reino(s) dos mortos. O próprio rei usa os atributos do deus do milho tonsurado - em particular um ornamento de tartaruga no peito - e é mostrado em uma postura peculiar que pode denotar renascimento. A interpretação da tampa levantou controvérsia. Linda Schele viu Pakal caindo na Via Láctea no horizonte sul.

#### Pseudoarqueologia
A tumba de Pakal tem sido objeto de especulações de antigos astronautas desde sua aparição no best-seller de 1968 de Erich von Däniken, Chariots of the Gods? Von Däniken reproduziu um desenho da tampa do sarcófago (embora rotulando-o incorretamente como sendo de Copán) e comparou a pose de Pakal à dos astronautas do Projeto Mercury na década de 1960; ele interpretou os desenhos embaixo de Pakal como foguetes e ofereceu a tampa do sarcófago como possível evidência de uma influência extraterrestre nos antigos maias.
Por esta teoria da conspiração, Pacal estaria nesta posição utilizando uma máscara que permite respirar no espaço, manipulando controles com as mãos e pedais com os pés para controlar o veículo de onde saem chamas. O que fez com que sua representação ficasse conhecida como o "Astronauta de Palenque".
Tal interpretação é consensualmente negada por arqueólogos, epígrafos e historiadores da arte dos maias, que apontam que a afirmação de von Däniken se baseia exclusivamente na inspeção visual, não prestando atenção ao contexto arqueológico mais amplo nem a uma riqueza de pesquisas adicionais sobre o maia clássico. convenções artísticas, simbolismo, cosmologia e história escrita.